# Melithaea mutsu
Melithaea mutsu is een zachte koraalsoort uit de familie Melithaeidae. De koraalsoort komt uit het geslacht Melithaea. Melithaea mutsu werd in 1929 voor het eerst wetenschappelijk beschreven door Minobe. 